# 月の入り江
月の入り江(Sinus Lunicus)は、雨の海の南東端に沿った領域である。南西のアルキメデス、南東のアウトリュコス、北東のアリスティルスの3つのクレーターに囲まれて形成された。湾は北西に向かって開いており、スピッツベルゲン山脈に面している。
この湾は、1970年に国際天文学連合によって、地球以外の天体に初めて接触したプローブの着陸地点を記念して命名された。ルナ2号は1959年9月14日にアルキメデスとアウトリュコスの間に着陸した。
月の入り江の月面座標は、北緯31.8°、西経1.4°であり、直径は126㎞である。湾内で最も特徴的な地形は、アリスティルスとアウトリュコスの噴出物からなる外側の複合塁壁と小さな衛星クレーターであるアルキメデスC及びアルキメデスDである。表面のアルベドは、アウトリュコスとアリスティルスから続く光条が重なっているために明るくなっている。